# Батогу (Браила)
Батогу (рум. Batogu) насеље је у Румунији у округу Браила у општини Чирешу. Oпштина се налази на надморској висини од 29 m.

## Становништво
Према подацима из 2002. године у насељу је живело 753 становника, од којих су сви румунске националности.